# Abraxas nigra
Abraxas nigra là một loài bướm đêm trong họ Geometridae.